# 圣武记
《圣武记》是魏源的一本講述清朝自开国至道光年间重大军事活动的著作，共14卷，40萬字。该书为纪事本末体，多取材于经书、正史、实录、公文以及实地踏勘。前10卷记述清朝建国、统一滿洲、征服明朝、平定三藩之亂、平定蒙古、平定台灣鄭氏、平定大小和卓之乱、镇压乌什、昌吉起事、平定西藏、平定张格尔之乱、平定大小金川之役、抗击浩罕汗国、安集延人入侵、平定白蓮教之亂等事。後4卷记述清代军事制度。
該書成書於1842年南京條約簽訂之時。該書有道光二十二年（1842年）苏州古微堂刻本。后有两次修订，一为道光二十四年（1844年）修订刊本，另一为道光二十六年（1846年）二度修订刊本。此外还有《四部备要》本等。1984年，韩锡锋、孙文良据道光二十六年修订本为底本點校並由中华书局出版。
1844年，聖武記傳入日本。